# Sint-Evergisluskapel

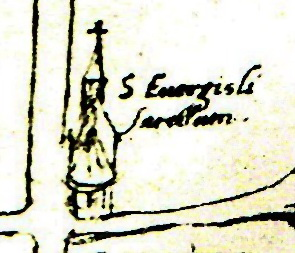
De kapel op een 16e-eeuwse schets

De Sint-Evergisluskapel, ook wel Sint-Teverskapel, was een van de dertien verdwenen kerspel- of wijkkapellen van de Nederlandse stad Maastricht. De kapel lag aan de Maastrichter Brugstraat nabij de hoek met de Kesselskade (destijds Bokstraat).

## Geschiedenis

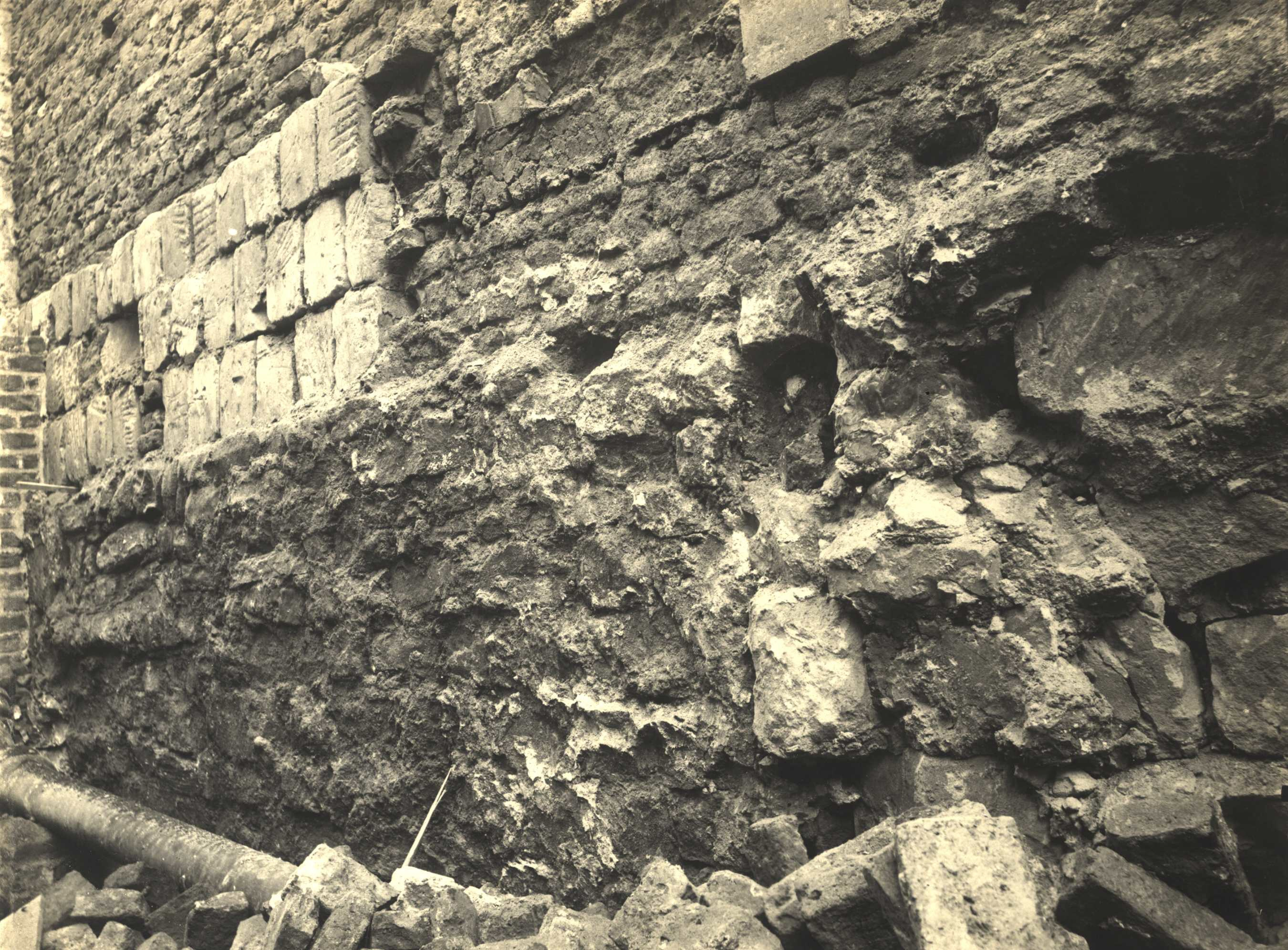
Opgraving fundamenten, 1912?

De Sint-Evergisluskapel is mogelijk zeer oud, gezien de vermoedelijke vondst van een romaans kapiteel en andere bouwfragmenten op het sloopterrein in 1918. De kapel was gewijd aan de heilige Evergislus, een legendarische bisschop uit de 6e eeuw, die in geen enkele historische bron vermeld wordt. Hij komt als vijfde voor op de bisschoppenlijst van Keulen en als vijftiende op de lijst van heilige bisschoppen van Maastricht, tussen Gondulfus en Joannes Agnus. De kapel viel onder het gezag van het Onze-Lieve-Vrouwekapittel, evenals de vlakbij gelegen Maria-ten-Oeverenkapel.
In 1619 verleende het stadsbestuur toestemming aan het Onze-Lieve-Vrouwekapittel om de kapel te slopen en er huisjes neer te zetten, doch hier werd geen gebruik van gemaakt. In 1632 werd de kapel door het Staatse gezag gevorderd om er militair materiaal in op te slaan. In 1652 waren er 7.000 schoppen en spaden opgeslagen (bedoeld voor het onderhoud van de vestingwerken). In dat jaar werd opnieuw om toestemming voor sloop gevraagd, nu bij het Staatse gezag. Dit verzoek werd ingewilligd, mits het kapittel de verhuizing van het materieel naar de Minderbroederskerk zou bekostigen. Alzo gebeurde het en de kapel werd gesloopt.

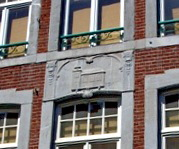
18e-eeuwse gevelsteen

## Erfgoed
In de collectie van het Bonnefantenmuseum bevindt zich een beschadigd kussenkapiteel, dat vermoedelijk afkomstig is uit deze kapel. Het weinig verfijnde kapiteel van Franse krijtsteen is romaans en dateert mogelijk uit de 12e of 13e eeuw.
In de gevel van het pand Maastrichter Brugstraat 8 (een rijksmonument) is een 18e-eeuwse gevelsteen ingemetseld met een (fantasie)afbeelding van de kapel en het opschrift: In het Kerxken – 1740. De kapel was toen al bijna een eeuw verdwenen.
* betekent: niet langer in gebruik voor religieuze doeleinden; ** betekent: (deels) gesloopt, verdwenen